# Edward White
Edward George White, född 1910, död 1994, var en engelsk kompositör. Många av hans verk förekom som ledmotiv i radio- och TV-serier.

## Fotnoter
1. 1 2  SNAC, SNAC Ark-ID: w62c2kzk, läs online, läst: 9 oktober 2017.[källa från Wikidata]
2. 1 2  muziekweb.nl, Muziekweb artist-ID: M00000359413, läst: 9 oktober 2017.[källa från Wikidata]
3. 1 2  Discogs, Discogs artist-ID: 365981, läst: 9 oktober 2017.[källa från Wikidata]
4. ↑  Classical Archives, Classical Archives kompositörs-ID: 29367, läst: 5 april 2022.[källa från Wikidata]